# Xanthorhoe americana
Xanthorhoe americana är en fjärilsart som beskrevs av Carl Freiherr von Gumppenberg 1890. Xanthorhoe americana ingår i släktet Xanthorhoe och familjen mätare. Inga underarter finns listade i Catalogue of Life.